# Ediciones Siruela
Ediciones Siruela és una editorial espanyola amb seu a Madrid, fundada en 1982 per Jacobo Siruela. El 2000 fou adquirida per Germán Sánchez Ruipérez, aleshores amo del Grupo Anaya. La seva directora és Ofelia Grande de Andrés, reneboda de Ruipérez.
Entre els autors publicats destaquen Italo Calvino, Bruno Schulz, Alejandro Jodorowsky, Jostein Gaarder, Fred Vargas, Clarice Lispector o Juan Eduardo Cirlot.
En l'àmbit de la literatura infantil i juvenil han publicat obres de Jordi Sierra i Fabra, Cornelia Funke, Andrés Barba, César Fernández García, Jostein Gaarder o Henning Mankell.

## Col·leccions
- Nuevos Tiempos
- Libros del Tiempo
- El Ojo del Tiempo
- Biblioteca Calvino
- Las Tres Edades
- Biblioteca Medieval
- Biblioteca de Ensayo / Serie menor
- Biblioteca de Ensayo / Serie Mayor
- El Árbol del Paraíso
- La Biblioteca Sumergida / Serie menor
- La Biblioteca Sumergida / Serie Mayor
- La Biblioteca Azul serie mínima
- La Biblioteca Azul / Serie menor
- La Biblioteca Azul / Serie Mayor
- Biblioteca Lobo Antunes
- Las Tres Edades / Biblioteca Gaarder
- Las Tres Edades / Biblioteca de Cuentos Populares
- Las Tres Edades / Cuentos Ilustrados
- La Edad de Oro
- Siruela/Colección Escolar
- Siruela/Bolsillo
- Ediciones en catalán
- Fuera de colección

## Premis
- Premi Nacional de Literatura Infantil i Juvenil 2007 a l'obra "Kafka y la muñeca viajera" de Jordi Sierra i Fabra.
- Premi Nacional a la Millor Labor Editorial Cultural 2003, concedit pel Ministeri d'Educació, Cultura i Esports.[1]